# Hagelkruis Sint Odiliënberg

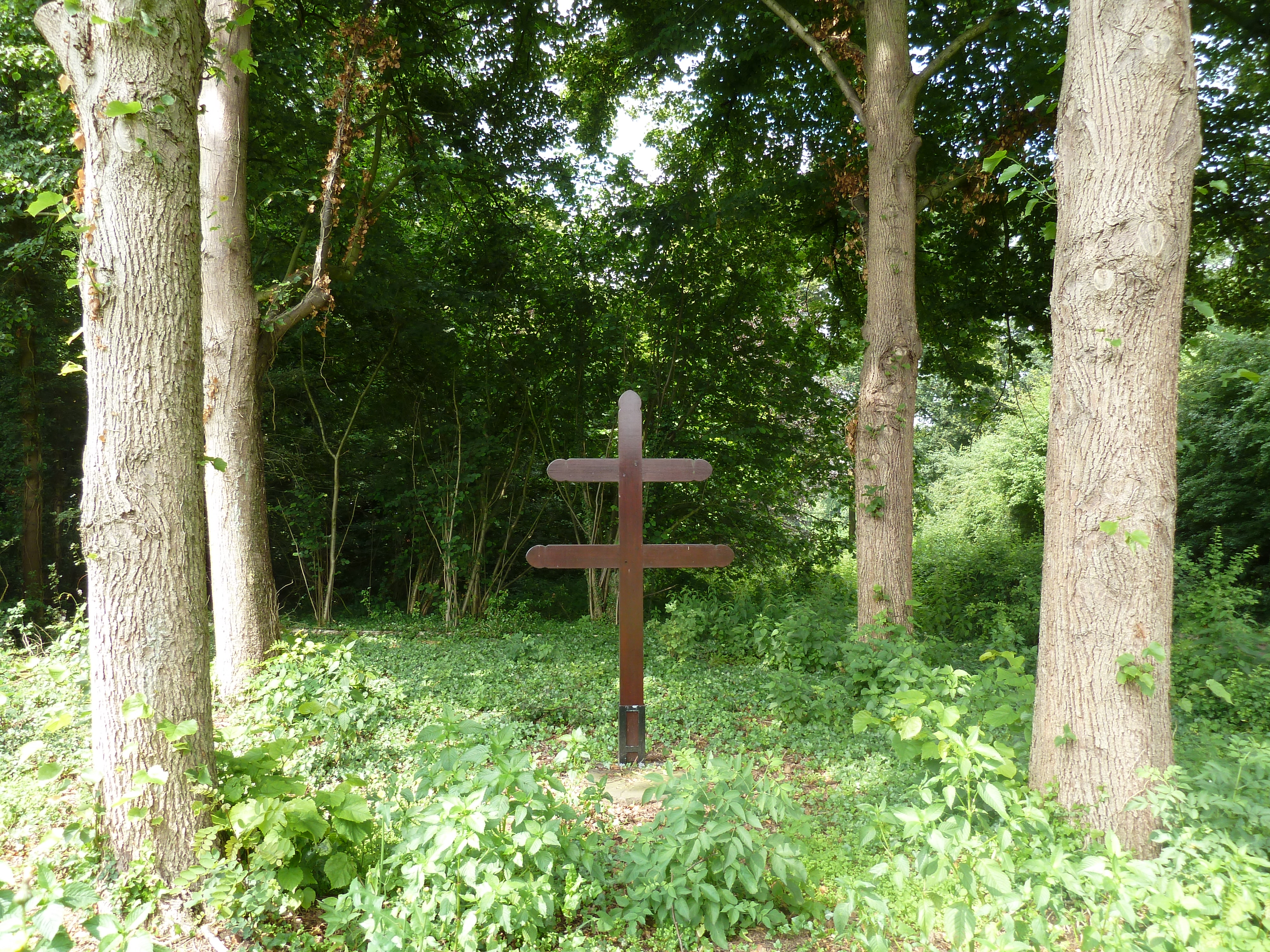
Het kruis

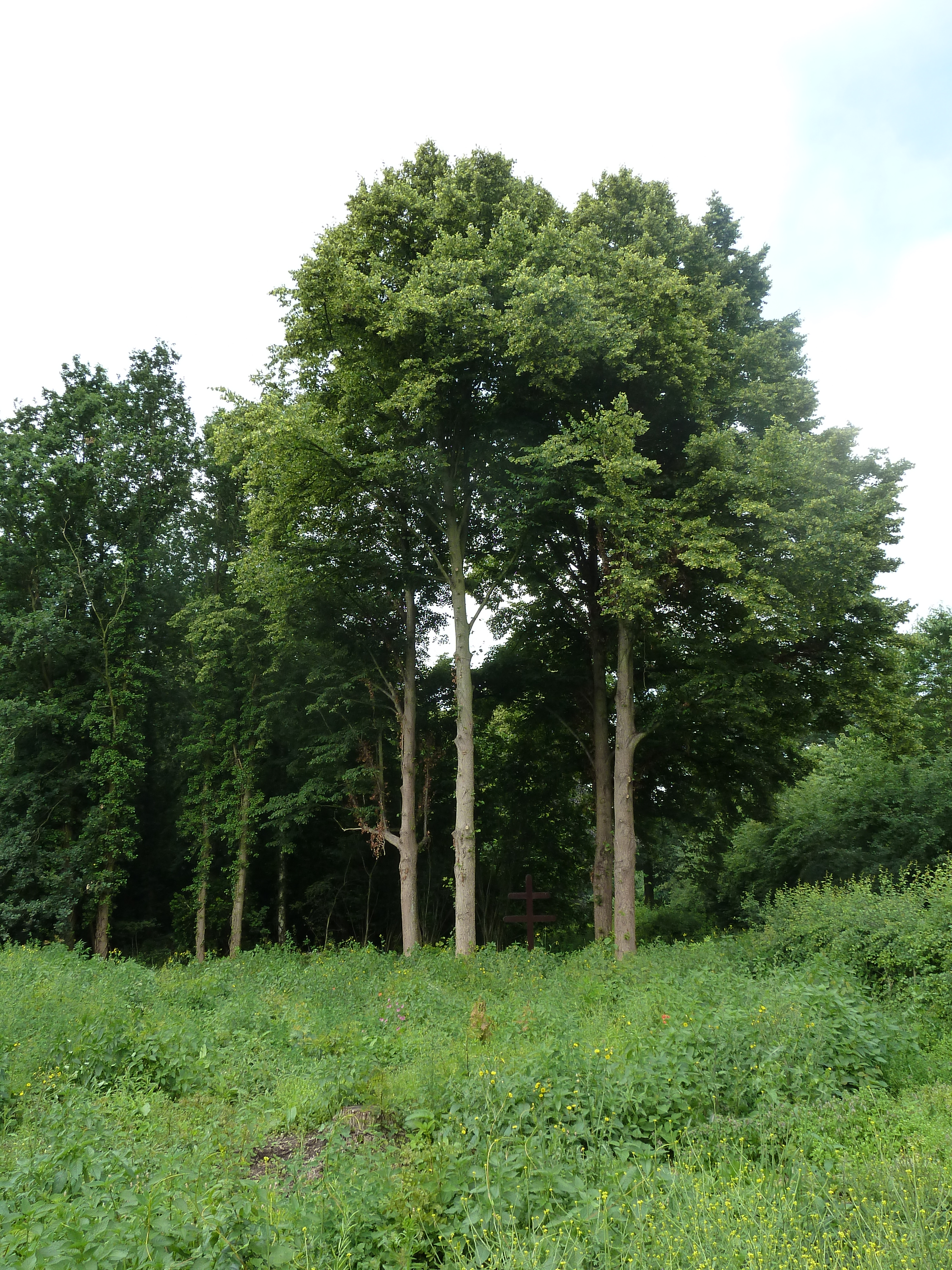
Onder de bomen

Het hagelkruis van Sint Odiliënberg is een hagelkruis op het landgoed van kasteel Hoosden in Sint Odiliënberg in de gemeente Roerdalen in de Nederlandse provincie Limburg. Het kruis staat aan de rand van het landgoed bij ingang bij de Hagelkruisweg.
Rond het kruis staan vier iepen. Het houten kruis zelf heeft een zeldzame vorm: het heeft twee ongelijke dwarsbalken, de bovenste 120 centimeter lang, de onderste 150 centimeter. De vorm is mogelijk een verwijzing naar Jan van Abroek die in 1467 hier een klooster stichtte van de Orde van de Kanunniken van het Heilig Graf.

## Historie
In het Bunderboek 1682-1717 staat het kruis reeds ingetekend met dezelfde vorm en op dezelfde plaats als later.
In 1906 werd er een foto van het hagelkruis gemaakt dat toen vervallen was en scheef stond.
In de Tweede Wereldoorlog was het kruis verdwenen.
In september 1971 werd door de eigenaresse van het landgoed op verzoek van de heemkundevereniging het kruis herplaatst. Daarbij werd de weg nabij hernoemd naar Hagelkruisweg.
In 2008 werd het kruis vernield door vandalen. Nadien ging de lokale gemeenschap zich om het kruis ontfermen en zo stond er in 2010 een nieuw hersteld kruis.